# Buchela
Madame Buchela (n. 12 octombrie 1899, Honzrath – d. 8 noiembrie 1986, Bonn) numită și Wahrsagerin von Bonn („Ghicitoarea din Bonn”), sau  Pythia vom Rhein („Pythia de la Rin”), a fost o prezicătoare germană. Numele ei era de fapt Margarethe Goussanthier, născută Meerstein. 
După unele surse pseudonimul de Buchela, provine de la faptul că ea a fost născută pe câmp, sub un fag, mama ei fiind țigancă (Buche înseamnă în limba germană fag). Într-un interviu în anul 1953 ea a dat o explicație mistică numelui de Buchela. Tatăl ei a fost un țigan nomad care făcea negoț mergând pe la casele oamenilor. Talentul ei de ghicitoare ar fi fost descoperit după moartea fratelui ei Anton, lucru care a fost prezis de Buchela. O parte a familei ei este omorâtă de naziști, ea crește într-un orfelinat și se va căsători cu Adam Goussanthier care cade ca soldat pe front. După terminarea celui de al doilea război mondial ea trăiește în Remagen, unde după banii primiți pentru prezicerile ei are un venit confortabil. După unele informații personalități germane ca, oameni de afaceri, politicieni sau chiar Konrad Adenauer i-ar fi cerut sfatul, căruia i-ar fi prezis că va fi ales cancelar. Faima ei a crescut după ce a ajutat poliției la elucidarea crimelor din anul 1969 din Lebach, când ea a notat numărul de circulație al asasinului.  Însă nu întotdeauna prezicerile ei s-au adeverit, astfel contrar prezicerilor ei, Finala Campionatului Mondial de Fotbal 1966 a fost câștigată de echipa Angliei, sau perechea germană de patinaj a câștigat medalia de aur în anul 1964. Ea a prezis că medalia de aur va fi câștigată de perechea sovietică. Mama patinatoarei germane Marika Kilius, ar fi spus fiicei sale aruncă în foc hârtia cu prezicerea lui Buchela și vei câștiga competiția.